# Keep Moving (The Boxer Rebellion)
Keep Moving is een nummer van de Britse indierockband The Boxer Rebellion uit 2013. Het is de tweede single van hun derde studioalbum Promises.
Het nummer was de opvolger van de hit Diamonds en zet het zwoele geluid van de voorganger door. "Keep Moving" gaat over doorzettingsvermogen, acceptatie en persoonlijke groei binnen een relatie. Ook moedigt de tekst aan om standvastig te blijven tijdens uitdagingen.
Het nummer wist, ondanks enige airplay op 3FM, het succes van de voorganger niet te overtreffen en geen hitlijsten te bereiken.

## Tracklijst
Muziekdownload
1. "Keep Moving" - 3:12